# Europa Cup (vrouwenhandbal) 1971/72
De European Champions Cup 1971/72 is de hoogste internationale club handbalcompetitie in Europa wat door de Internationale Handbalfederatie (IHF) organiseert.

## Deelnemers
| - VIF Dimitrov Sofia - Frederiksberg IF - SC Leipzig - Holstein Kiel - Stella Saint-Maur - Veszprém Barabás KC - Maccabi A. Ramat-Gan - Voždovac Belgrado | - Niloc Amaterdam - SK Freidig - Union Admira Landhaus - Otmęt Krapkowice - CSU București - Spartak Kyiv: Titelhouder - TJ Plastika Nitra |

## Eerste ronde
| Team 1              | Score   | Team 2                | 1       | 2       |
| ------------------- | ------- | --------------------- | ------- | ------- |
| Niloc Amaterdam     | 14 – 13 | Frederiksberg IF      | 07 – 07 | 07 – 06 |
| TJ Plastika Nitra   | 41 – 15 | Stella Saint-Maur     | 21 – 07 | 20 – 08 |
| Otmęt Krapkowice    | 43 – 24 | Union Admira Landhaus | 24 – 11 | 19 – 13 |
| Veszprém Barabás KC | 27 – 16 | VIF Dimitrov Sofia    | 12 – 09 | 15 – 07 |
| CSU București       | 58 – 22 | Maccabi A. Ramat-Gan  | 29 – 14 | 29 – 08 |
| Spartak Kyiv        | 26 – 19 | Voždovac Belgrado     | 13 – 09 | 13 – 10 |
| SC Leipzig          | 38 – 21 | SK Freidig            | 19 – 11 | 19 – 10 |

- Holstein Kiel ging met een bye door naar de volgende ronde.

## Kwartfinale
| Team 1              | Score   | Team 2            | 1       | 2       |
| ------------------- | ------- | ----------------- | ------- | ------- |
| Spartak Kyiv        | 23 – 14 | TJ Plastika Nitra | 15 – 08 | 08 – 06 |
| CSU București       | 31 – 17 | Holstein Kiel     | 09 – 08 | 22 – 09 |
| Veszprém Barabás KC | 15 – 14 | Niloc Amaterdam   | 09 – 11 | 06 – 03 |
| SC Leipzig          | 49 – 27 | Otmęt Krapkowice  | 24 – 10 | 25 – 17 |

## Halve finale
| Team 1       | Score   | Team 2              | 1       | 2       |
| ------------ | ------- | ------------------- | ------- | ------- |
| Spartak Kyiv | 23 – 15 | Veszprém Barabás KC | 14 – 05 | 09 – 10 |
| SC Leipzig   | 31 – 24 | CSU București       | 16 – 08 | 15 – 16 |

## Finale
| 30 april 1972 | Spartak Kyiv | 11–9 | SC Leipzig | Bratislava, Tsjecho-Slowakije |
| 30 april 1972 |              |      |            | Bratislava, Tsjecho-Slowakije |
| 30 april 1972 |              |      |            | Bratislava, Tsjecho-Slowakije |

|              |
|              |
| Spartak Kyiv |
| 3de titel    |